# Габриела Коневска
Габриела Коневска Трайковска (на македонска литературна норма: Габриела Коневска Трајковска) е политик от Северна Македония, вицепремиер по европейските въпроси в правителството на Никола Груевски.

## Биография
Родена е в 1971 година в Скопие, тогава в Югославия. Завършила е право в Скопския университет.